# Paul Zucker
Paul Zucker (* 14. August 1888 in Berlin; † 14. Februar 1971 in New York) war ein deutscher Architekt und Architekturhistoriker.

## Leben
Paul Zucker studierte Architektur und der Kunstgeschichte in Berlin und München; er schloss das Studium mit dem akademischen Grad des Diplom-Ingenieurs (Dipl.-Ing.) an der Technischen Hochschule (Berlin-)Charlottenburg ab. 1913 wurde er dort bei Richard Borrmann zum Doktor-Ingenieur (Dr.-Ing.) mit einer Arbeit zu „Raumdarstellungen und Bildarchitekturen bei den Florentiner Malern der ersten Hälfte des Quattrocento“ promoviert. Von 1913 bis 1917 war er Assistent am Schinkel-Museum in Berlin. 1918 bis 1937 arbeitet er als freier Architekt in Berlin und entwarf u. a. zahlreiche Landhäuser und Ladeneinrichtungen. Daneben war er ab 1916 Dozent für Kunstgeschichte, Architektur und Stadtplanung an der Lessing-Hochschule in Berlin, ab 1928 ferner Dozent an der Staatlichen Hochschule für Bildende Kunst. 1933 wurde er nach dem Gesetz zur Wiederherstellung des Berufsbeamtentums als Jude an der Hochschule der Bildenden Künste entlassen, 1935 an der Lessing-Hochschule, 1937 erhielt er Berufsverbot.
Er emigrierte 1937 in die USA, wurde 1944 US-Staatsbürger und arbeitete in New York als Dozent für Architektur- und Kunstgeschichte an der New School for Social Research und an der Cooper Union Art School. Im Jahr 1943 erstellte er mit anderen auf dem Testgelände Dugway Proving Ground in Utah das „German Village“, ein realistischer Nachbau Berliner Mietskasernen. Hier wurden verschiedene Spreng- und Brandbomben in ihrer Wirkung auf diese Bauform getestet.

## Auszeichnungen
- 1953: Arnold W. Brunner Scholarship Award des American Institute of Architects (AlA)
- 1968: Verleihung des Bundesverdienstkreuzes 1. Klasse der Bundesrepublik Deutschland
- 1969: Verleihung des Rossi-Preises der Cooper Union Art School in New York

## Werk

### Bauten und Entwürfe

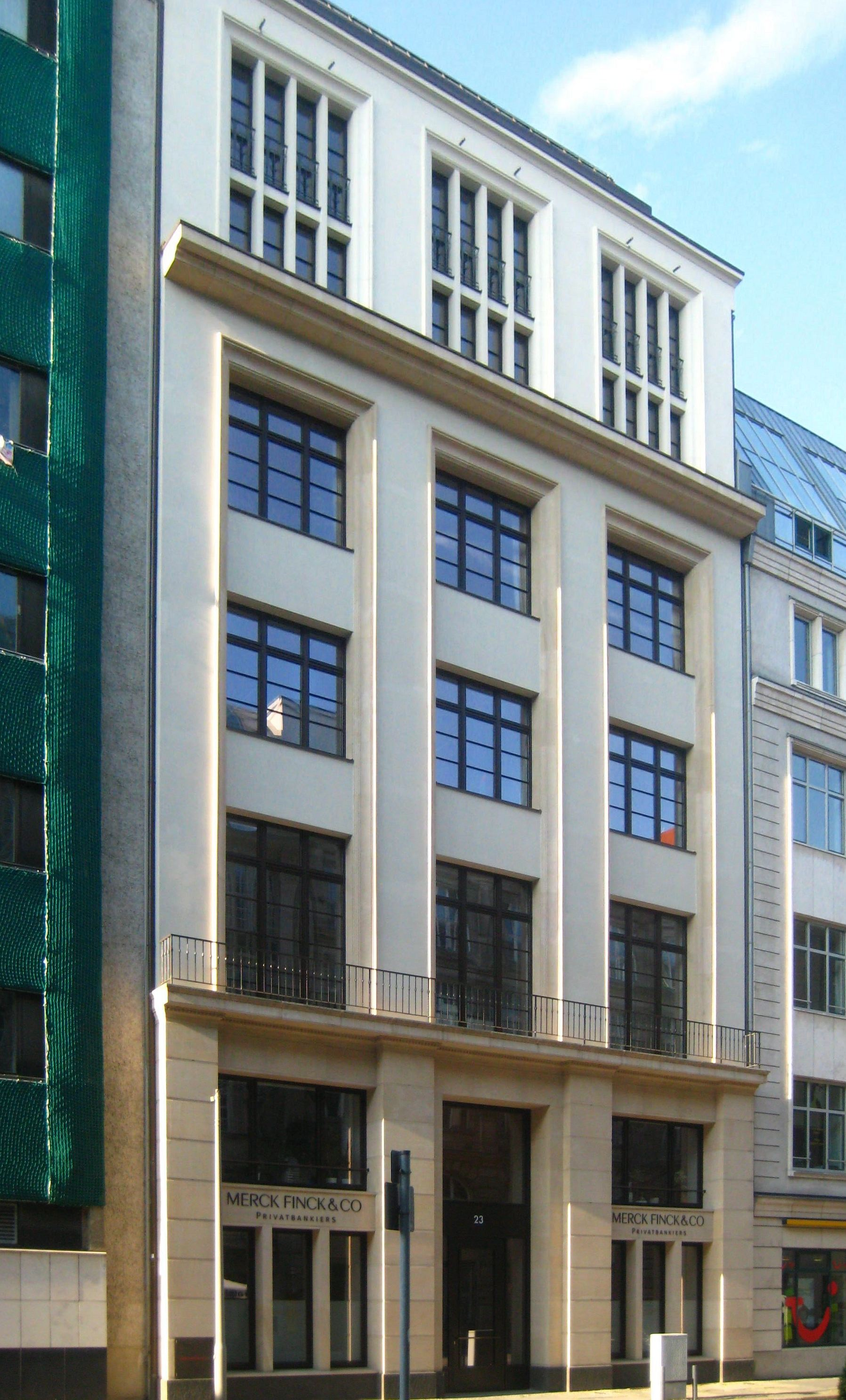
Wohn- und Geschäftshaus Taubenstraße 23 in Berlin

- 1921–1922: Landhaus und Autogarage Winklerstraße 2 / Wissmannstraße in Berlin-Grunewald
- 1921–1922: Landhaus Wildpfad 5 / Bernadottestraße in Berlin-Grunewald
- 1922: Umbau und Aufstockung des Wohn- und Geschäftshauses Taubenstraße 23 in Berlin-Mitte (durch Petra und Paul Kahlfeldt 2003/2004 äußerlich wiederhergestellt und im Inneren neu gestaltet)
- 1922: Umbau des Landhauses Koenigsallee 34a in Berlin-Grunewald
- 1923–1924: Landhaus für Moritz Stein, Hagenstraße 30 in Berlin-Grunewald
- 1925: Ausbau und Aufstockung des Wohn- und Geschäftshauses Kurfürstendamm 35 in Berlin-Charlottenburg
- um 1926: Umbau eines Landhauses für Hans Lachmann-Mosse in Trebbin, am Priedel
- 1927: Umbau eines Landhauses mit Nebengebäude Am Sandwerder 7 in Berlin-Wannsee
- 1928: Landhaus Am Birkenhügel 6 in Berlin-Zehlendorf
- 1929: Bootshaus Am Kleinen Wannsee 6 in Berlin-Wannsee
- 1929: Umbau der Villa des Verlegers Franz Ullstein in Berlin-Tiergarten, Ulmenstraße 4 (heute Derfflingerstraße 6; unter Denkmalschutz)[3]
- 1932: Umbau des Landhauses Winklerstraße 4 in Berlin-Grunewald
- 1932: Landhaus Koenigsallee 11 in Berlin-Grunewald
- 1933: Landhaus In der Halde 14 in Berlin-Zehlendorf
- 1934–1935: Umbau des Gärtnerhauses Hubertusallee 32 in Berlin-Schmargendorf

### Schriften
- Raumdarstellung und Bildarchitekturen im Florentiner Quattrocento. Klinkhardt & Biermann, Leipzig 1913 (Buch-Fassung der Dissertation).
- Die Brücke. Typologie und Geschichte ihrer künstlerischen Gestaltung. Wasmuth, Berlin 1921.
- Die Theaterdekoration des Barock. Eine Kunstgeschichte des Bühnenbildes. R. Kaemmerer, Berlin 1925.
- Die Theaterdekoration des Klassizismus. Eine Kunstgeschichte des Bühnenbildes. R. Kaemmerer, Berlin 1925.
- Theater und Lichtspielhäuser. Wasmuth, Berlin 1926.
- Architekt und Bauherr. Kritik und Selbstkritik. In: Wasmuths Monatshefte für Baukunst. Nr. 3, 1927, S. 136–139 (zlb.de).
- Deutsche Barockstädte. Quelle & Meyer, Leipzig 1927.
- Deutsche Hansestädte. Ein Bilderatlas. Quelle & Meyer, Leipzig 1928.
- Entwicklung des Stadtbildes. Die Stadt als Form. Drei Masken-Verlag, München 1929.
- Die Baukunst der Renaissance in Italien bis zum Tode Michelangelos. Zweiter Teil (Handbuch der Kunstwissenschaft). Akademische Verlagsgesellschaft Athenaion, Wildpark-Potsdam [1927]; Textarchiv – Internet Archive.
- mit G. Otto Stindt: Lichtspielhäuser, Tonfilmtheater. Wasmuth, Berlin 1931.
- American Bridges and Dams. Greystone Press, New York 1941.
- Town and Square. From the Agora to the Village Green. Columbia University Press, New York 1959.
- Fascination of Decay. Ruins. Relic, Symbol, Ornament. Gregg Press, Ridgewood 1968.